# マルツァーノ・ディ・ノーラ
マルツァーノ・ディ・ノーラ（伊: Marzano di Nola）は、イタリア共和国カンパニア州アヴェッリーノ県にある、人口約1,700人の基礎自治体（コムーネ）。

## 地理

### 位置・広がり

#### 隣接コムーネ
隣接するコムーネは以下の通り。括弧内のNAはナポリ県所属を示す。
- ドミチェッラ
- リーヴェリ (NA)
- パーゴ・デル・ヴァッロ・ディ・ラウロ
- ヴィシャーノ (NA)